# Flare II
Flare II était une entreprise qui exerçait son activité dans le domaine de la fabrication d'ordinateur personnel basée à Cambridge en Angleterre,. L'entreprise est fondée en 1986  sous l’appellation Flare Technology par Martin Brennan, Ben Cheese et John Mathieson, des anciens ingénieurs de Sinclair Research, ayant travaillé sur l'ordinateur prototype Loki. L’entreprise créé un autre ordinateur prototype nommée « Flare One », dont la technologie est d'abord utilisée dans un projet avorté de console de jeu vidéo appelée Konix Multisystem, puis est racheté par Bellfruit pour devenir une base de systèmes d’arcade. En association avec Atari Corporation, l'entreprise est stoppée et renommée Flare II en juin 1989 sous contrôle d'Atari, pour produire des systèmes de jeux vidéo et informatique pour cette dernière. Flare II créé deux consoles, la Panther qui sera abandonnée et la Jaguar.

## Description
Flare Technology est fondée en 1986 à Cambridge par Martin Brennan, Ben Cheese et John Mathieson, des anciens employés de Sinclair Research qui travaillaient sur le projet Loki, un ordinateur prototype finalement annulé. À la suite de l'abandon de leur projet en cours, les employés quittent l'entreprise et commence à développer un système technologique de démonstration sous le nom de code « Flare One » pour l'entreprise Amstrad.
Le système prototype de Flare est basé sur le Z80 de Sinclair Research mais comporte quatre puces personnalisées pour lui donner le pouvoir de rivaliser avec des pairs tels que le Commodore Amiga et l'Atari ST. La machine de 1 Mo (128k de ROM, 128k de RAM vidéo, 768k de RAM système) promet des graphismes en 8 bits (256 couleurs à l'écran simultanément), et peut gérer 3 millions de pixels par seconde[réf. nécessaire].
Le Flare One a été conçu comme un ordinateur personnel ou une console de jeux vidéo avec de grandes capacités audio et vidéo. Il reprenait les bases du projet Loki débuté chez Sinclair Research, qui lui-même était dérivé de l'ordinateur personnel anglais ZX Spectrum. Le chipset du Flare One a été plus amplement développé dans le Konix Multisystem, ordinateur prototype du nom de code « Slipstream ». En juillet 1988, Flare Technology passe un accord avec Konix pour produire un système de jeu vidéo basé sur le Flare One. Au début de l'année 1989, le projet Konix Multisystem est annulé, les droits et la technologie du Flare One sont revendues à Bellfruit qui en fait des bornes d'arcade accueillant des jeux vidéo de quiz,. Le Flare One a donc été utilisé en tant que base technologique pour les systèmes d'arcade Viper, Cobra I, Cobra II et Cobra III).
En 1989, Martin Brennan est contacté par Atari Corporation pour mettre en œuvre la conception de deux projets de consoles inédit. À cette époque, Ben Cheese quitte l'équipe et participera à la création de la puce Super FX de Nintendo. En juin 1989, John Mathieson et Martin Brennan s'associent avec Atari Corp., pour créer Flare II Ltd., détenue à 80 % par Atari Corp., pour développer deux projets de consoles, le premier appelé Panther sera annulé par Atari Corp., le deuxième est la prochaine génération de console Atari, la future Jaguar. Impressionné par leur travail sur Konix Multisystem, Atari persuade Flare Technology de fermer et relancer une entreprise commune pour réaliser des projets communs. Atari Corp. fournit les fonds et détient 80 % de l'entreprise lancée en juin 1989.
Flare II commence tout d'abord à travailler sur le design des deux consoles pour Atari. La première console appelée Panther est basée sur une architecture 32-bit et la seconde appelée Jaguar est basée sur une architecture 64-bit. Cependant, la conception de la Jaguar a progressé plus vite que la Panther et Atari Corp. a décidé d'annuler le projet Panther pour se concentrer sur la Jaguar beaucoup plus prometteuse. Martin Brennan un des concepteurs de la console, proposa le nom Panther, inspiré par le récent achat de sa femme, une Panther Kallista. La Panther a également inspiré de nom de la Jaguar. Au départ, la Jaguar était censée être une console 128-bit, mais pour des raisons économique le projet a été réduit.